# Praça Olímpica Luís de Camões
A Praça Olímpica Luís de Camões, conhecida popularmente como Praça Olímpica de Teresópolis, ou simplesmente Praça Olímpica, é uma praça localizada no município brasileiro de Teresópolis, no interior do Rio de Janeiro. Situada entre as avenidas J.J. de Araújo Regadas e Lúcio Meira, além da Rua Manoel Madruga, em seu entorno, na Várzea, centro da cidade. Inaugurada em 6 de julho de 1957, o local onde hoje é a praça foi uma área de terras pertencente à família Granado, e cortada por um rio que recebia as águas do córrego da Tijuca, conhecido então como “Ilha da Saúde”. O local foi desapropriado por Janotti em 1949, aterrado e urbanizado, e transformado num cartão-postal do município. Em 1 de abril de 2014, o espaço foi fechado para reforma, vista como uma das obras da cidade para a Copa do Mundo FIFA de 2014. Porém, o descaso da prefeitura e problemas com a construtora responsável fizeram com que a obra fosse concluída apenas em 23 de dezembro de 2015, com vinte meses de atraso, pelo prefeito interino Márcio Catão.

## Problemas com a desapropriação
Como citado anteriormente, o terreno onde hoje está situado a praça pertence a família Granado. Após a desapropriação da prefeitura, em 1949, nenhum valor foi pago a esta família. Estima-se hoje que o município deva cerca de R$ 530 milhões, valor cerca de vinte cinco vezes superior ao correspondente de mercado da área, e totaliza quase dois orçamentos anuais do município.